# Roki
〈Roki〉是日本创作歌手Mikito-P的歌曲，收录于Mikito-P第九张录音室专辑《Daisan Wave》。此曲是由本人演唱的男声和使用Vocaloid歌声库镜音铃合成的女声而组成的二重唱，此曲的音乐视频于2018年2月27日公开，同时作为单曲发行，目前已停止发行。
此曲在Billboard Japan综合单曲排行榜Hot 100最高位列第45。

## 背景
Mikito-P当时感觉近年来在Vocalo圈子内人们对「真人」的出现没有以往抵触，越来越多的内容创作者开始走向幕前展现自己的歌声，于是Mikito-P在〈Roki〉中尝试将自己的歌声和Vocaloid合成歌声相结合。

## 创作
此曲时长3分50秒，每分钟150拍，男声音域是在mid1B（B2）至mid2E（E4）之间，女声音域是在mid2B（B3）至hiE（E5）之间。此曲的歌词表达了一名热衷于乐队活动的次文化男孩荒废自己的青春一直没有出新曲，他面对社交网络上的批判从而选择从匿名的身份走出来全力以赴展现自己。

## 音乐视频
此曲的音乐视频公开于2018年2月27日，视频风格是附带歌词字幕的静态插画，此插画是由日本插画师GAS（ろこる）绘制。插图的中央是一名乐队男孩，他手弹吉他，脸上盖着一张纸，他背后的陈列架上摆放着玩偶、手表、照片等各种东西，给人一种摇滚的感觉。

## 商业表现
此曲在日本卡拉OK服务JoySound公布的2019年度卡拉OK综合排行榜中取得第22位。

## 排行榜
| 排行榜（2018年）                | 最高排名 |
| ------------------------------- | -------- |
| 日本综合单曲（Billboard Japan） | 47       |
| 排行榜（2019年）                | 最高排名 |
| 日本综合单曲（Billboard Japan） | 45       |

## 发行历史
| 地区 | 日期          | 格式          | 唱片公司 | 参考  |
| ---- | ------------- | ------------- | -------- | ----- |
| 世界 | 2021年2月27日 | 數位下載 串流 | 自发行   | [ 7 ] |

## 其他媒体
根据此曲改编的小说《Roki 1：The Cursed Song》（ロキ１ THE CURSED SONG）在2022年9月22日由Kadokawa出版，作者是日本写手總夜Mukai（総夜ムカイ）。